# Mariano Giallorenzo
Mariano Giallorenzo (né le 7 août 1982 à Rovereto) est un coureur cycliste italien. Professionnel de 2005 à 2014, il est depuis 2015 directeur sportif de l'équipe croate Meridiana Kamen, dans laquelle il a terminé sa carrière de coureur.

## Palmarès
- 2004
  - Medaglia d'Oro Nino Ronco
  - Targa Libero Ferrario
  - Tour du Sénégal
  - 2e de la Medaglia d'Oro Città di Monza